# アンジェロ・カルボーネ
アンジェロ・カルボーネ（Angelo Carbone、1968年3月23日 - ）は、イタリア・カルマニョーラ出身のサッカー選手。U-21イタリア代表であった。現役時代のポジションはMF。

## 経歴
1988年にSSCバーリからデビュー、翌シーズンチームはセリエAに昇格、1989年9月24日にユベントスとの対戦でセリエAデビューを果たす。
1990年にACミランに移籍、インターコンチネンタルカップでは先発出場して優勝、その後バーリへの復帰、ナポリを経て、ACミランに復帰した1993-94年度シーズンには控え選手ながら、セリエA、チャンピオンズリーグ（ベンチ入りを果たすも出場は無し）の2つのタイトルを獲得した。その後はフィオレンティーナ、アタランタなどのクラブを渡歩いた。
1992年にイタリアフル代表に1度だけ呼ばれているが、Aマッチの出場は無い。
2019年からACミランのユースチームを指導している。

## タイトル
ACミラン
- セリエA：1993-94
- チャンピオンズリーグ ; 1993-94
- インターコンチネンタルカップ ; 1990